# Перуански турилик
Перуанският турилик (Burhinus superciliaris) е вид птица от семейство Burhinidae.

## Разпространение
Видът е разпространен в Еквадор, Перу и Чили.